# Elza Tomase
Elza Tomase (* 2. Januar 2002) ist eine lettische Tennisspielerin.

## Karriere
Tomase gewann auf Turnieren der ITF Women’s World Tennis Tour bislang einen Titel im Einzel und zwei Titel im Doppel.

### College Tennis
2021 bis 2025 spielt Tomase für das Damentennisteam der Tennessee Volunteers der University of Tennessee. Sie gewann dort über 90 Einzel und 65 Doppel und ist damit eine der erfolgreichsten 15 Spielerinnen der Mannschaft. Sie gewann außerdem die ITA All American Singles Championships.

## Turniersiege

### Einzel
| Nr. | Datum           | Turnier | Kategorie | Belag             | Finalgegnerin   | Ergebnis      |
| --- | --------------- | ------- | --------- | ----------------- | --------------- | ------------- |
| 1.  | 26. Januar 2020 | Liepāja | ITF W15   | Hartplatz (Halle) | Quirine Lemoine | 0:6, 6:3, 6:1 |

### Doppel
| Nr. | Datum          | Turnier  | Kategorie | Belag     | Partnerin       | Finalgegnerinnen                 | Ergebnis         |
| --- | -------------- | -------- | --------- | --------- | --------------- | -------------------------------- | ---------------- |
| 1.  | 26. Juli 2025  | Monastir | ITF W35   | Hartplatz | Tenika McGiffin | Back Da-yeon Vaidehi Chaudhari   | 3:6, 6:3, [10:8] |
| 2.  | 9. August 2025 | Monastir | ITF W15   | Hartplatz | Tenika McGiffin | Martina Lo Pumo Anna Tabunshchyk | 6:2, 6:1         |

## Auszeichnungen
Für ihren Einzeltitel bei den ITF W15 in Liepāja wurde sie 2021 als Athlete of the Year ausgezeichnet.